# العلاقات التركية الجورجية
العلاقات التركية الجورجية هي العلاقات الثنائية التي تجمع بين تركيا وجورجيا.

## مقارنة بين البلدين
هذه مقارنة عامة ومرجعية للدولتين:
| وجه المقارنة                                              | تركيا         | جورجيا                          |
| --------------------------------------------------------- | ------------- | ------------------------------- |
| المساحة (كم2)                                             | 783.56 ألف    | 69.70 ألف                       |
| عدد السكان (نسمة)                                         | 80.14 مليون   | 3.72 مليون                      |
| الكثافة السكانية (ن./كم²)                                 | 102.28        | 53.37                           |
| العاصمة                                                   | أنقرة         | تبليسي، كوتايسي                 |
| اللغة الرسمية                                             | اللغة التركية | اللغة الجورجية، اللغة الأبخازية |
| العملة                                                    | ليرة تركية    | لاري جورجي                      |
| الناتج المحلي الإجمالي (بليون دولار)                      | 851.10 مليار  | 15.16 مليار                     |
| الناتج المحلي الإجمالي (تعادل القوة الشرائية) بليون دولار | 1.57 تريليون  | 35.68 مليار                     |
| الناتج المحلي الإجمالي الاسمي للفرد دولار أمريكي          | 9.12 ألف      | 3.79 ألف                        |
| الناتج المحلي الإجمالي للفرد دولار أمريكي                 | 19.79 ألف     |                                 |
| مؤشر التنمية البشرية                                      | 0.761         | 0.754                           |
| رمز المكالمات الدولي                                      | +90           | +995                            |
| رمز الإنترنت                                              | .tr           | .ge، .გე ‏                       |
| المنطقة الزمنية                                           | ت ع م+03:00   | ت ع م+04:00                     |

## مدن متوأمة
في ما يلي قائمة باتفاقيات التوأمة بين مدن تركية وجورجية:
- ترتبط إينغول مع روستاوي باتفاقية توأمة منذ 9 سبتمبر 2002.
- ترتبط أرتوين مع باطوم باتفاقية توأمة.
- ترتبط باندرمة مع سوخومي باتفاقية توأمة منذ 28 أبريل 1999.[15][16][17][18]
- ترتبط إسطنبول مع تبليسي باتفاقية توأمة منذ 1989.
- ترتبط يالوفا مع باطوم باتفاقية توأمة منذ 1969.
- ترتبط أرداهان مع آخالتسيخه باتفاقية توأمة.
- ترتبط طرابزون مع باطوم باتفاقية توأمة منذ 2000.
- ترتبط قارص مع كوتايسي باتفاقية توأمة.
- ترتبط کوش‌ آداسی مع باطوم باتفاقية توأمة.
- ترتبط أنقرة مع تبليسي باتفاقية توأمة منذ 1992.
- ترتبط سامسون مع كوتايسي باتفاقية توأمة منذ 2010.[19]
- ترتبط أردو مع باطوم باتفاقية توأمة.

## منظمات دولية مشتركة
يشترك البلدان في عضوية مجموعة من المنظمات الدولية، منها:
| علم المنظمة | اسم المنظمة                             | تاريخ انضمام تركيا | تاريخ انضمام جورجيا |
| ----------- | --------------------------------------- | ------------------ | ------------------- |
|             | اتفاقية السماوات المفتوحة               | ?                  | ?                   |
|             | يونسكو                                  | 4 نوفمبر 1946      | 7 أكتوبر 1992       |
|             | الفريق المعني برصد الأرض                | ?                  | ?                   |
|             | مؤسسة التمويل الدولية                   | 19 ديسمبر 1956     | 29 يونيو 1995       |
|             | مجلس أوروبا                             | 9 أغسطس 1949       | 27 أبريل 1999       |
|             | مؤسسة التنمية الدولية                   | 22 ديسمبر 1960     | 31 أغسطس 1993       |
|             | منظمة التجارة العالمية                  | 26 مارس 1995       | 14 يونيو 2000       |
|             | منظمة الأمن والتعاون في أوروبا          | 25 يونيو 1973      | 24 مارس 1992        |
|             | المنظمة الأوروبية لسلامة الملاحة الجوية | 1989               | 2012                |
|             | الاتحاد البريدي العالمي                 | ?                  | ?                   |
|             | الاتحاد الدولي للاتصالات                | 1866               | 7 يناير 1993        |
|             | منظمة التعاون الاقتصادي للبحر الأسود    | ?                  | 25 يونيو 1992       |
|             | الأمم المتحدة                           | 24 أكتوبر 1945     | 31 يوليو 1992       |
|             | البنك الدولي للإنشاء والتعمير           | 11 مارس 1947       | 7 أغسطس 1992        |
|             | المنظمة الهيدروغرافية الدولية           | ?                  | ?                   |

## أعلام
هذه قائمة لبعض الشخصيات التي تربطها علاقات بالبلدين:
- أحمد حمدي طانبينار (كاتب تركي، 23 يونيو 1901[24] – 24 يناير 1962[24])
- الأمير صباح الدين (13 فبراير 1879 – 30 يونيو 1948)
- بلال أردوغان (رجل أعمال تركي، 23 أبريل 1981 – )
- بيريهان ماغدين (كاتبة تركية، 24 أغسطس 1960[25] – )
- تانسو تشيلر (24 مايو 1946[26] – )
- حسن جمال (1944[27] – )
- رجب طيب أردوغان (الرئيس الثاني عشر لتركيا منذ 2014، 26 فبراير 1954[28] – )
- زازا إندين (لاعب كرة سلة تركي، 28 مايو 1976 – )
- مراد جمجير (ممثل تركي، 30 نوفمبر 1976 – )
- مروة قاوقجي (19 أغسطس 1968 – )
- مزين سنار (موسيقية تركية، 16 يوليو 1918[29] – 8 فبراير 2015[29])
- ناظم حكمت (شاعر تركي، 15 يناير 1902[30][31] – 3 يونيو 1963[30][31])
- نباهة تشهره (15 مارس 1944[32] – )
- نعمان كورتولموش (سياسي تركي، 23 مارس 1959[33] – )
- ولكان دميرل (لاعب كرة قدم تركي، 27 أكتوبر 1981[34] – )

## وصلات خارجية
- موقع وزارة الخارجية التركية
- موقع وزارة الخارجية الجورجية